# Le Fermier de la mer
Le Fermier de la mer (titre original : The Sea Farmer) est une nouvelle américaine de Jack London publiée aux États-Unis en 1912.

## Historique
La nouvelle est publiée initialement dans le périodique The Bookman en mars 1912, avant d'être reprise dans le recueil The Strength of the Strong en mai 1914.

## Éditions

### Éditions en anglais
- The Sea Farmer, dans The Bookman, mars 1912.
- The Sea Farmer, dans le recueil The Strength of the Strong, un volume chez The Macmillan Co, New York, mai 1914.

### Traductions en français
- Le Fermier de la mer, traduit par Louis Postif, in  Larousse/Monde & Voyages, 1938.

## Sources
- http://www.jack-london.fr/bibliographie